# Зелёнки (Малопольское воеводство)
Зелёнки (пол. Zielonki) — село в Польше в сельской гмине Зелёнки Краковского повета Малопольского воеводства. Административный центр одноимённой сельской гмины.
Село располагается в 7 км от административного центра воеводства города Краков. Через село проходит краевая дорога № 794 и протекает река Прондник. Село связано автобусным сообщением с краковским районом Сальватор.
В 1975—1998 годах село входило в состав Краковского воеводства.

## Население
По состоянию на 2013 год в селе проживало 5028 человека.
| 2010 | 2013 |
| ---- | ---- |
| 4117 | 5028 |

| Перепись  | Всего   | Всего | Женщины | Женщины | Мужчины | Мужчины |
| --------- | ------- | ----- | ------- | ------- | ------- | ------- |
| Единицы   | человек | %     | человек | %       | человек | %       |
| Население | 5028    | 100   | 2592    |         | 2436    |         |

## Достопримечательности
Памятники культуры Малопольского воеводства:
- Церковь Рождества Пресвятой Девы Марии;
- Главный артиллерийский форт 45 «Зелёнки» — фортификационное сооружение времён Первой мировой войны.